# Pseudophanerotoma clypeata
Pseudophanerotoma clypeata är en stekelart som beskrevs av Herbert Zettel 1990. Pseudophanerotoma clypeata ingår i släktet Pseudophanerotoma och familjen bracksteklar. Inga underarter finns listade i Catalogue of Life.